# Assemblée générale de l'Union astronomique internationale de 2003
25e assemblée générale de l'Union astronomique internationale
La 25e assemblée générale de l'Union astronomique internationale s'est tenue du 13 au 26 juillet 2003 à Sydney, en Australie. C'est la deuxième assemblée générale de l'Union astronomique internationale qui se déroule dans la ville, trente ans après la 15e assemblée générale de l'Union astronomique internationale qui y avait eu lieu en 1973.